# Епархия Буффады
Епархия Буффады (лат. Dioecesis Buffadensis) — упразднённая епархия, в настоящее время титулярная епархия Римско-Католической церкви.

## История
Город Буффада в V века был центром епархии одноимённой епархии.
С 1964 года епархия Баги является титулярной епархией Римско-Католической церкви.

## Епископы
- упоминается в 484 году — епископ Кресций ;

## Титулярные епископы
- 25.11.1964 — 9.08.1976 — епископ Marcel Daubechies M.Afr[1] ;
- 3.02.1977 — 2.07.1984 — епископ Joseph Kyeong Kap-ryong  — назначен епископом Тэджона;
- 3.07.1987 — 22.03.1993 — епископ Raymond Saw Po Ray  — назначен епископом Моламьяйна;
- 3.02.1994 — 22.12.2001 — епископ Alexander Sye Cheong-duk ;
- 5.04.2002 — 3.01.2006 — епископ Павел Хомницкий O.S.B.M.  — назначен экзархом Стемфорда;
- 18.03.2006 — 30.10.2012 — епископ Rodolfo Fontiveros Beltran  — назначен епископом Сан-Фернандо;
  - вакансия.

## Источник
- Annuario Pontificio, Libreria Editrice Vaticana, Città del Vaticano, 2003, стр. 779, ISBN 88-209-7422-3
- Pius Bonifacius Gams, Series episcoporum Ecclesiae Catholicae, Leipzig 1931, стр. 464  (лат.)
- Stefano Antonio Morcelli, Africa christiana, Volume I, Brescia 1816, стр. 107  (лат.)